# Tatjana Aleksiejewa
Tatjana Aleksiejewa (ros. Татьяна Алексеева; ur. 7 października 1963) – rosyjska lekkoatletka, specjalizująca się w długich biegach sprinterskich. W czasie swojej kariery reprezentowała również Związek Socjalistycznych Republik Radzieckich (do 1991) oraz Wspólnotę Niepodległych Państw (1992).

## Sukcesy sportowe
- mistrzyni Rosji w biegu ma 400 metrów – 1997[1]
- dwukrotna halowa mistrzyni Rosji w biegu na 400 metrów – 1993, 1994[2]

| Rok  | Miasto    | Zawody                    | Konkurencja                      | Wynik                    |
| ---- | --------- | ------------------------- | -------------------------------- | ------------------------ |
| 1985 | Kobe      | Uniwersjada               | sztafeta 4 x 400 m bieg na 400 m | złoty medal              |
| 1993 | Toronto   | Halowe mistrzostwa świata | bieg na 400 m                    | srebrny medal            |
| 1993 | Stuttgart | Mistrzostwa świata        | sztafeta 4 x 400 m bieg na 400 m | srebrny medal 4. miejsce |
| 1994 | Paryż     | Halowe mistrzostwa Europy | bieg na 400 m                    | srebrny medal            |
| 1997 | Paryż     | Halowe mistrzostwa świata | sztafeta 4 x 400 m               | złoty medal              |
| 1997 | Ateny     | Mistrzostwa świata        | sztafeta 4 x 400 m bieg na 400 m | 4. miejsce 8. miejsce    |

## Rekordy życiowe
- bieg na 100 metrów – 11,16 – Soczi 19/05/1984
- bieg na 200 metrów – 22,77 – Soczi 20/05/1984
- bieg na 300 metrów – 36,45 – Ateny 04/08/1997
- bieg na 400 metrów – 49,98 – Tuła 08/07/1997
- bieg na 400 metrów (hala) – 51,03 – Toronto 14/03/1993